# Théorie (échecs)
La théorie aux échecs est l'ensemble du corpus technique écrit relatif à la « bonne façon » de jouer aux échecs établi par les joueurs surnommés théoriciens du jeu. Théorie a ici un sens différent et moins rigoureux que, par exemple, en mathématiques ou en science physique. 
Elle comporte l'analyse des concepts stratégiques et tactiques sous toutes leurs formes. 
La théorisation des 3 phases du jeu (ouverture, milieu de jeu et finale) au cours de son histoire, par le biais de divers ouvrages (études, problèmes, encyclopédies des ouvertures...) et l'apport des logiciels d'échecs ont amené a une élévation général du niveau des joueurs.  
La théorie des finales comporte des règles infaillibles pour certaines positions qui par la disposition des pièces et/ou le rapport matériel amènent a une position gagnante ou égale (position de Lucena, position de Philidor, règle du carré du pion...). En revanche, la théorie des ouvertures relève plus d'un consensus et d'effets de mode, évoluant avec le temps et les joueurs.
Au fil du temps et des écoles de pensée des échecs, la théorie du jeu n'a cessé de se développer. Partagée par voie orale à travers des parties privée, dans les clubs ou par écrit par le biais de revues auparavant, aujourd'hui sa diffusion ne cesse de croître avec internet sous diverses formes (vidéo, site web d'échecs) 
L'apport de l'informatique à partir de la fin du XXe siècle permit de trancher théoriquement sur la nature de certaines positions par le biais des tables de finales. 